# Manic Monday
Singles de The Bangles
Going Down to Liverpool
(1985) If She Knew What She Wants
(1986)
Manic Monday est une chanson du groupe américain The Bangles et le premier single issu de leur second album studio, Different Light (1986). Elle est écrite par Prince sous le pseudonyme de Christopher. D'abord prévue pour le groupe Apollonia 6 en 1984, il l'offre aux Bangles deux ans plus tard. Les paroles décrivent une femme qui se réveille un lundi mais qui préfèrerait que l'on soit dimanche.
La chanson reçoit des critiques positives et des comparaisons à la chanson Monday, Monday de The Mamas & the Papas. Elle est le premier succès du groupe et est numéro deux aux États-Unis, au Royaume-Uni, en Autriche, au Canada, en Allemagne et en Irlande. Elle atteint le top 5 en Nouvelle-Zélande, en Norvège et en Suisse. Elle est certifiée disque d'argent par la British Phonographic Industry (BPI). La chanson est reprise par plusieurs artistes en 2005 et 2006.

## Genèse et composition
Prince écrit Manic Monday en 1984 et enregistre un duo avec le groupe Apollonia 6 pour leur premier album ; cependant, il ne fait pas la chanson. Deux ans plus tard, il offre le single aux Bangles sous le pseudonyme de Christopher,, le personnage qu'il incarne dans le film Under the Cherry Moon (1986). Plusieurs auteurs ont émis la rumeur qu'après avoir écouté l'album Over the Place en 1984, Prince donne la chanson à Susanna Hoffs pour qu'en retour elle couche avec lui,,.
La guitariste Vicki Peterson parle de ces rumeurs lors d'une interview pour The Guardian : « C'était une pente glissante. Lorsque nous sortions des singles avec toutes nos voix, cela ne désamorçait pas vraiment cette perception. Les gens aiment dépeindre cela comme un crêpage de chignon entre filles, mais c'était plutôt la frustration de ne pas être perçues comme une unité. »

## Accueil

### Commercial
Manic Monday entre à la 86e place du Billboard Hot 100 le 25 janvier 1986 et atteint la seconde position le 19 avril, bloquée derrière la chanson Kiss de Prince. Au Royaume-Uni, Manic Monday débute à la 85e place le 8 février 1986 et entre dans le top 40, au 24e rang, le 22 février. La chanson atteint finalement la seconde place le mois suivant. La chanson entre à la 29e position du hit-parade allemand le 17 mars 1986 avant d'atteindre le top 10 trois semaines plus tard. Le 14 avril, et ce pendant deux semaines, elle devient numéro deux. Elle reste dans le top 10 les quatre semaines suivantes et quitte le classement le 20 juillet.
En Suisse, Manic Monday entre en douzième position le 30 mars 1986 et est la meilleure entrée de la semaine. Elle atteint la quatrième place deux semaines plus tard. Aux Pays-Bas, le single entre au 43e rang le 22 février 1986 et grimpe jusqu'au 24e rang. Elle reste sept semaines dans le hit-parade. En Norvège, la chanson débute en neuvième position la dixième semaine de 1986 et est la seconde meilleure entrée. Elle atteint la quatrième place deux semaines plus tard. La chanson atteint le top 5 en Autriche, en Irlande et en Nouvelle-Zélande.

## Reprises
Manic Monday a été reprise par plusieurs artistes. En 2005, le groupe de rock chrétien Relient K reprend la chanson pour leur compilation Punk Goes 80s. Le groupe de rock japonais Missile Innovation en fait une reprise pour leur son album Missile Innovation, paru le 27 juillet 2005. La chanteuse japonaise Bonnie Pink enregistre une reprise pour son album Reminiscence. The Chipettes utilisent la chanson pour la série Alvin et les Chipmunks dans l'épisode Sweet Smell of Success. En 2006, le groupe finlandais Leningrad Cowboys intègre une reprise de la chanson dans leur album Zombies Paradize. En 2014, la chanteuse Sophie Ellis-Bextor reprend la chanson dans l'émission Weekend accompagnée d'Ed Harcourt au piano.
En 2020, Billy Joe Armstrong du groupe Green Day enregistre une reprise dans le cadre des "No fun mondays", sessions organisées pendant le confinement lié au COVID-19. 

## Versions officielles
| Vinyle 33 tours 1. A. Manic Monday – 3:03 2. B. In a Different Light – 2:50 Maxi 45 tours (1985) 1. A. Manic Monday – 3:03 2. A. In a Different Light – 2:50 3. B. Going Down to Liverpool – 3:19 4. B. Dover Beach – 3:42 | Maxi 45 tours (1986) 1. A. Manic Monday – 3:03 2. B. Manic Monday (Extended version) – 4:38 3. B. In a Different Light – 2:50 Téléchargement numérique 1. Manic Monday – 3:06 Starbox 1. Manic Monday (Extended "California" Version) – 4:59 |

## Crédits
Crédits de l'album Different Light
- Prince alias Christopher – auteur-compositeur
- David Kahne – producteur
- Susanna Hoffs – chant
- Vicki Peterson – guitare, chœurs
- Michael Steele – basse, chœurs
- Debbi Peterson – batterie
- Leslie Libman – réalisatrice du clip[32]

## Classements et certifications
| Classement (1986)                          | Meilleure position |
| ------------------------------------------ | ------------------ |
| Allemagne (Media Control AG)               | 2                  |
| Autriche (Ö3 Austria Top 40)               | 2                  |
| Belgique (VRT Top 30)                      | 17                 |
| Canada (RPM Top 100 Singles)               | 2                  |
| Irlande (Irish Recorded Music Association) | 2                  |
| Norvège (VG-lista)                         | 4                  |
| Nouvelle-Zélande (RMNZ)                    | 5                  |
| Pays-Bas (Nederlandse Top 40)              | 24                 |
| Royaume-Uni (UK Singles Chart)             | 2                  |
| Suisse (Schweizer Hitparade)               | 4                  |
| États-Unis (Hot 100)                       | 2                  |
| États-Unis (Adult Contemporary)            | 10                 |

| Pays (1986) | Position |
| ----------- | -------- |
| Canada      | 38       |
| Suisse      | 24       |
| États-Unis  | 48       |

| Pays        | Certification |
| ----------- | ------------- |
| Royaume-Uni | Argent        |